# سیف‌آباد (بردسکن)
سیف‌آباد نام روستایی از توابع بخش مرکزی شهرستان بردسکن در استان خراسان رضوی است. این روستا در دهستان کنارشهر قرار دارد و براساس سرشماری سال ۱۳۸۵ جمعیت آن ۸۸۴ نفر (۲۳۰ خانوار) بوده است.